# Université d'État du centre
Pour les articles homonymes, voir CSU.
L'université d'État du centre (Central State University ou CSU) est une université américaine située à Wilberforce dans l'État de l'Ohio.

## Enseignants notables
- Zenobia Powell Perry, compositrice.

## Anciens étudiants notables
- Hastings
- Nancy Wilson